# Ary Sleeks
Ary Sleeks (Oostende, 13 oktober 1888 – aldaar, 25 januari 1966), anagram van Karel Seys, was een Vlaams schrijver, heemkundige en dialectoloog.

## Levensloop
Seys studeerde aan de athenea van Oostende en Chimay en aan de rijksnormaalschool van Gent. Hij werd leraar aan het atheneum van Morlanwelz.
In 1926 verliet hij het onderwijs en keerde terug naar zijn geboortestad, waar hij zich voortaan aan de literatuur wijdde en gaandeweg ook aan de plaatselijke geschiedenis, de volkskunde en het Oostendse dialect.
In 1930 was hij medestichter van het literair tijdschrift Voetlicht, samen met Karel Jonckheere, Johan Daisne en Frank Edebau.
In 1954 stichtte hij de heemkundige kring De Plate en werd voltijds heemkundige. Hij publiceerde over volksliedjes en kinderrijmpjes, over bijgeloof en volksremedies, over het Oostendse dialect, enz. 
Het echtpaar Sleeks had een enige zoon, die in het onderwijs actief was, maar in 1934 overleed, wat voor beiden een harde slag betekende. Sleeks legateerde zijn woning in de Parijsstraat in Oostende, samen met schilderijen en waardevolle verzamelingen, aan De Plate, met de wens een Ary Sleeksmuseum op te richten. Hij legateerde ook een bedrag aan de Koninklijke Academie voor Nederlandse Taal en Letteren, die er van 1978 tot 1996 een driejaarlijkse Ary Sleeksprijs mee toekende.
Raf Seys was zijn neef en testamentuitvoerder.

## Publicaties
- Beknopte Vlaamsche Spraakkunst ten gebruike van Waalsche Leerlingen (Morlanwelz, A. Biche)
- Oefeningen op de Spraakkunst, (Brussel, A. De Boeck)
- Eerste Vlaamsch Leer- en Leesboek (Brussel, A. De Boeck)
- A Handful of Stories and Anecdotes (Morlanwelz, A. Biche).
- Borstsiroop, toneelstuk, 1928.
- Van een wondere parochie, roman, 1932.
- Van een kristen zonder God, roman, Antwerpen, 1933.
- Heen en Weer, roman, Kortrijk, 1934.
- De ezel van Buridan, roman, 1948.
- Instituut Godtschalck, novellen, 1951.
- Verschoten Versjes, poëzie, 1953.
- Oostendse folklorereeks, 8 delen
  - Oude koeien uit de sloot, 1951.
  - Oude Oostendse kinderrijmpjes en volksliedjes, 1956.
  - Volksgeloof en volksremediën, 1957.
  - Het  Oostends dialekt, 1958.
  - Oude Oostendse volkstypes, 1958.
  - Oude Oostendse afspanningen, 1962.

## Voetnoot
1. ↑   Lexicon van West-Vlaamse schrijvers, Deel I, Torhout, 1984. Datum vermeld in artikel geschreven door zijn neef Raf Seys. De elders, door Willem Pée, vermelde datum 29 januari was wellicht die van de uitvaart. Courrier du Littoral vermeldt het overlijden in zijn nummer van 28 januari.